# NGC 1688
NGC 1688 је спирална галаксија у сазвежђу Златна риба која се налази на NGC листи објеката дубоког неба.
Деклинација објекта је - 59° 48' 0" а ректасцензија 4h 48m 23,5s. Привидна величина (магнитуда) објекта NGC 1688 износи 11,6 а фотографска магнитуда 12,3. Налази се на удаљености од 13,812 милиона парсека од Сунца. NGC 1688 је још познат и под ознакама ESO 119-6, AM 0447-595, IRAS 04476-5953, PGC 16050.